# Rännelanda kyrka
Rännelanda kyrka är en kyrkobyggnad som sedan 2022 tillhör Färgelanda-Högsäters församling (2010-2019 Rännelanda-Lerdals församling och tidigare Rännelanda församling) i Karlstads stift. Den ligger i Rännelanda socken i Färgelanda kommun.

## Kyrkobyggnaden
En tidigare träkyrka på platsen var troligen uppförd på medeltiden. År 1726 byggdes kyrkan om, okänt hur.
Nuvarande stenkyrka uppfördes 1773 efter ritningar av arkitekt Carl Fredrik Adelcrantz. Kyrkan består av ett rektangulärt långhus med tresidigt avslutat kor i öster och kyrktorn i väster. Söder om koret finns en vidbyggd sakristia. Ytterväggarna är belagda med vit spritputs. Långhuset och sakristian har sadeltak som är belagda med småskiffer. Under åren 1943-1944 gjordes en större renovering efter program av arkitekt Axel Forssén, då tornet och sakristian nyuppfördes.

## Inventarier
- Dopfunt av täljsten  från 1200-talet. Höjd 65 cm i två delar. Endast den nedre delen av cuppan är dock ursprunglig. Den övre delen är försvunnen och ersatt med en sentida konststen.[1]
- Ett norskt krucifix är från omkring 1300-talet.
- Predikstolen från 1700-talet och blev reparerad eller färdigställd på 1850-talet.
- Altaruppsatsen i provinsiell barock är tillverkad 1714 av bildhuggaren Nils Falk och målad av Anders Lingh och dennes son Jacob. Altaruppsatsen fanns tidigare i Högsäters gamla kyrka men flyttades 1909 till Rännelanda när kyrkan revs. Rännelandas tidigare altaruppsats från 1854 flyttades samtidigt till Lerdals kyrka.

### Orgel
- Den tidigare orgeln hade 6 stämmor och var byggd 1895.
- Orgelfasaden på läktaren i väster är bevarad från 1895 års orgel. Det pneumatiska verket, som tillkom 1944 och innehåller delar från den äldre orgeln, är tillverkat av A. Magnusson Orgelbyggeri AB, Göteborg. Det renoverades och omdisponerades 2009 av Sven-Anders Torstensson. Orgeln har tio stämmor fördelade på två manualer och pedal. Tonomfånget är på 54/27.[2]

| Huvudverk I        | Svällverk II      | Pedal      | Koppel    |
| Principal 8'       | Salicional 8´     | Subbas 16´ | I/P       |
| Borduna 8´         | Gemshorn 4´       |            | II/P      |
| Oktava 4'          | Nasard 2 2/3'     |            | II/I      |
| Rauschkvint 2 chor | Blockflöjt 2'     |            | I 4'/I    |
| Mixtur 3 chor      | Crescendosvällare |            | II 16'/II |

## Bilder

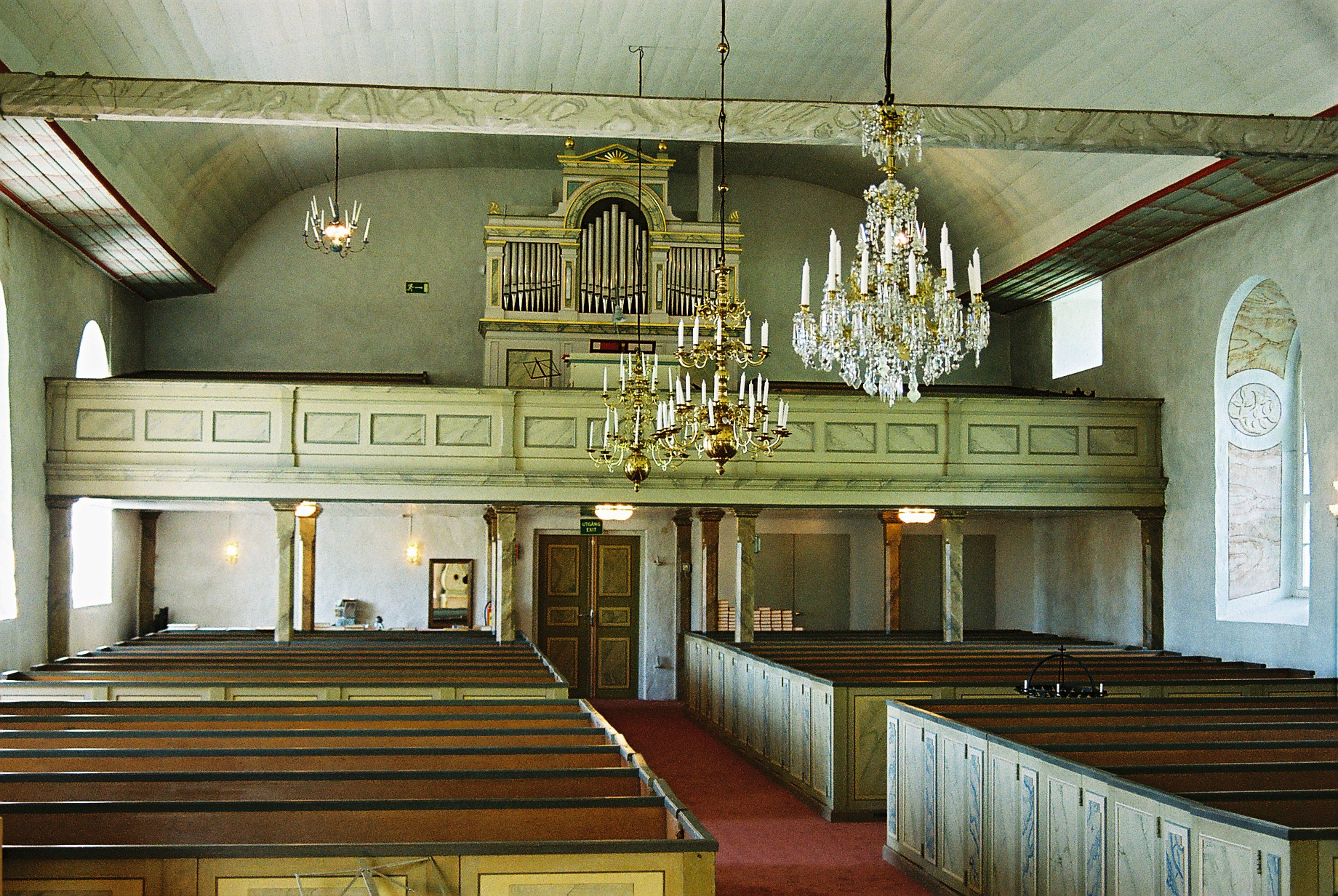
Kyrkorum mot väster
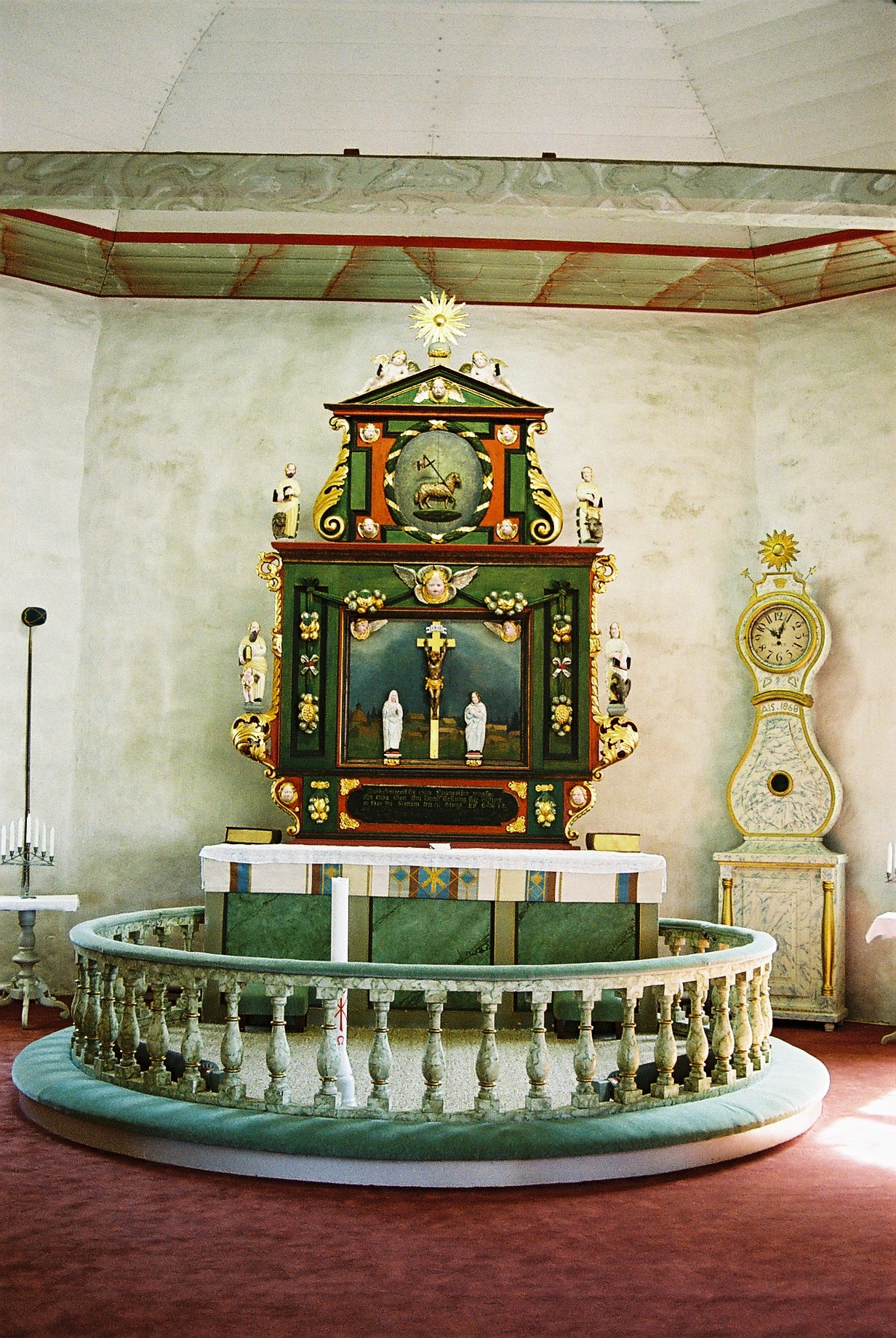
Altaruppsats
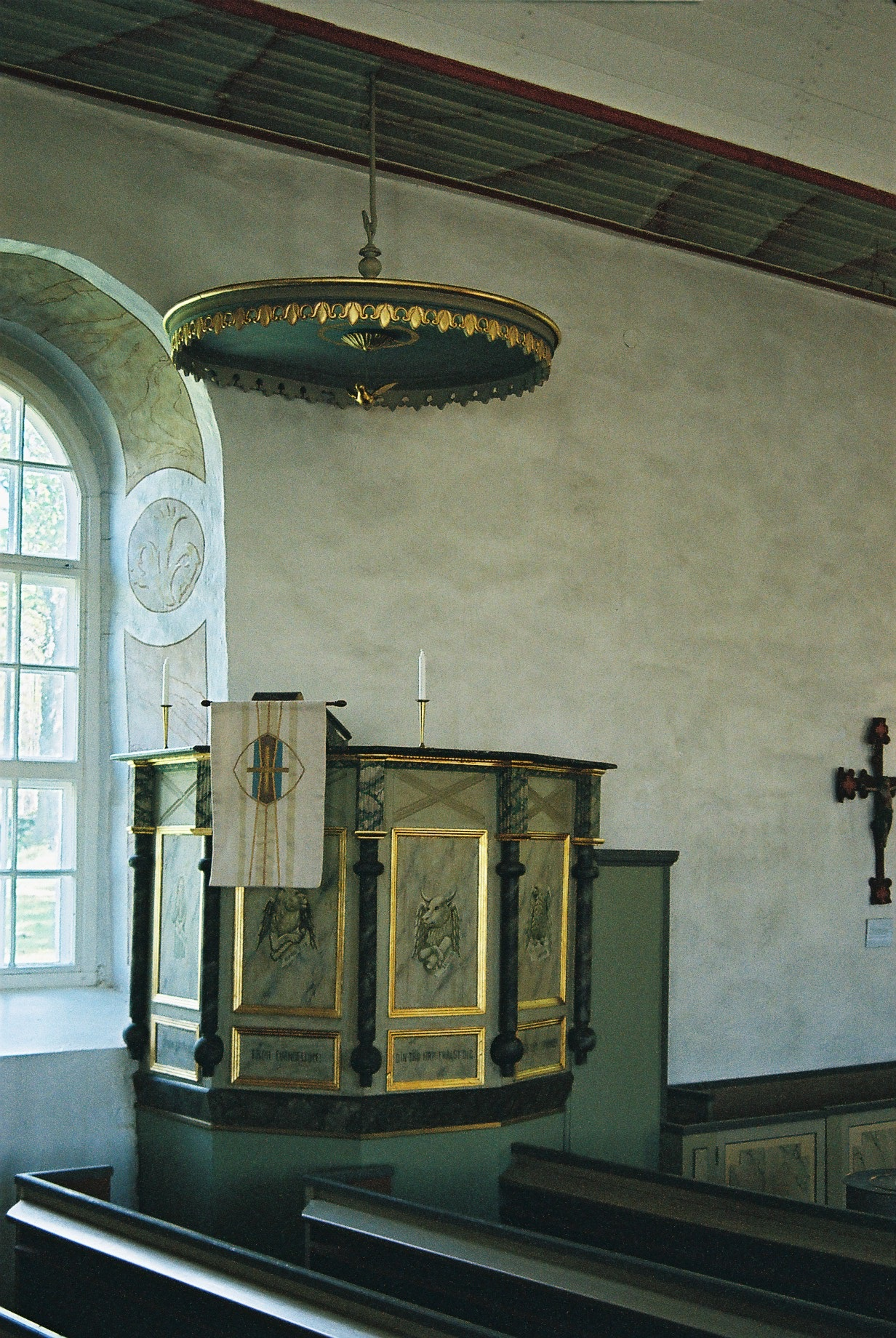
Predikstol
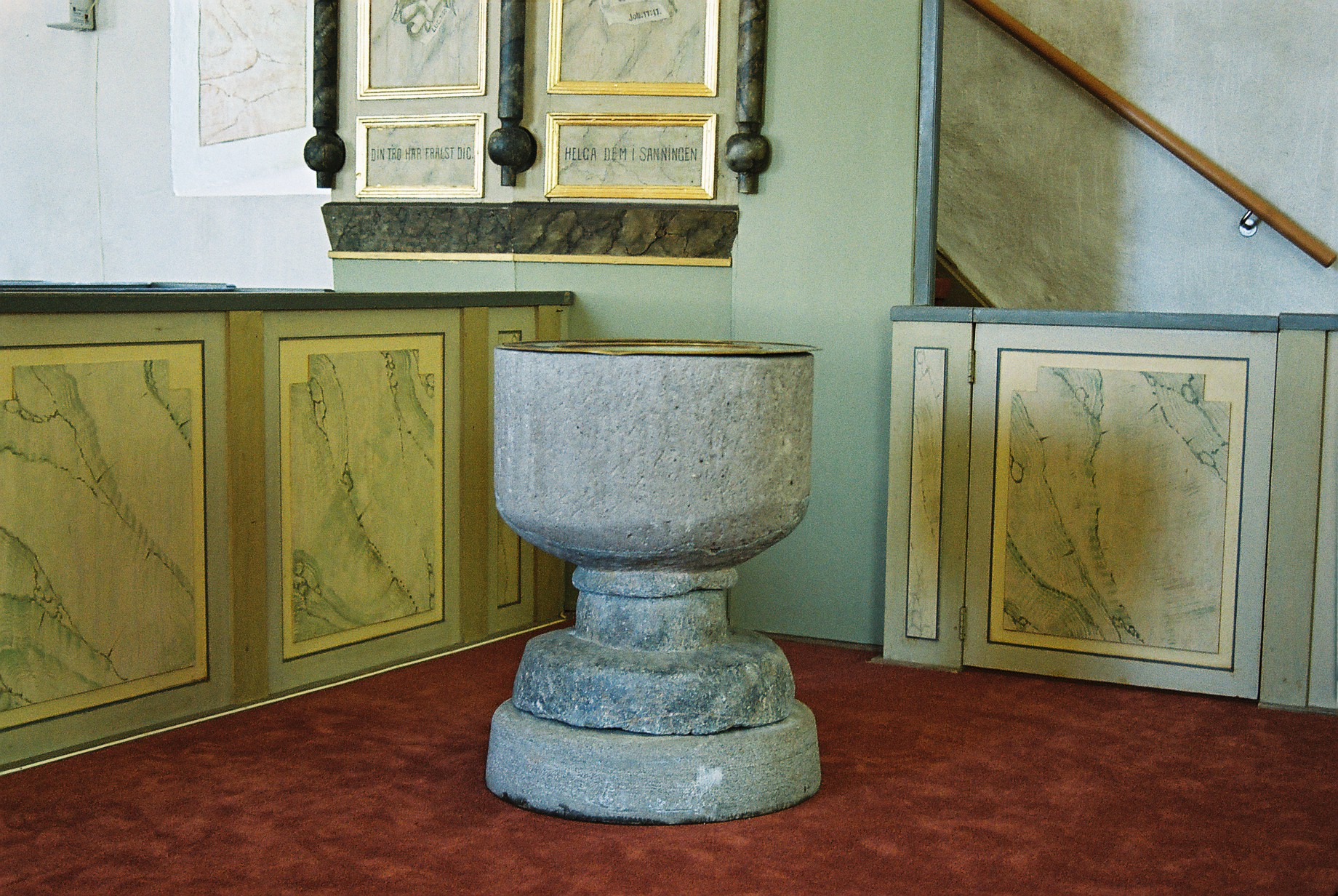
Dopfunt
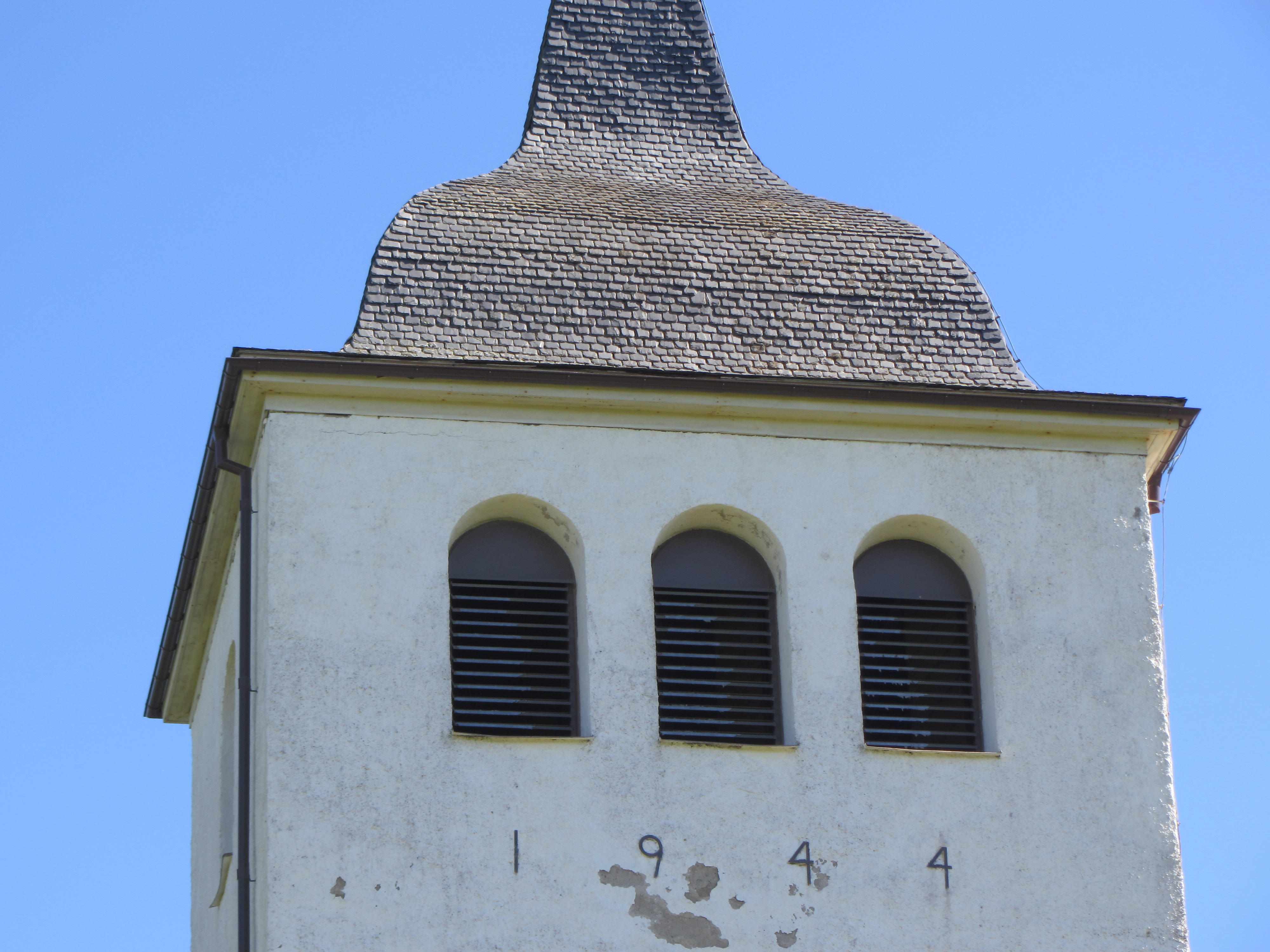
Tornets invigningsår, 1944, går att läsa på tornets västra vägg
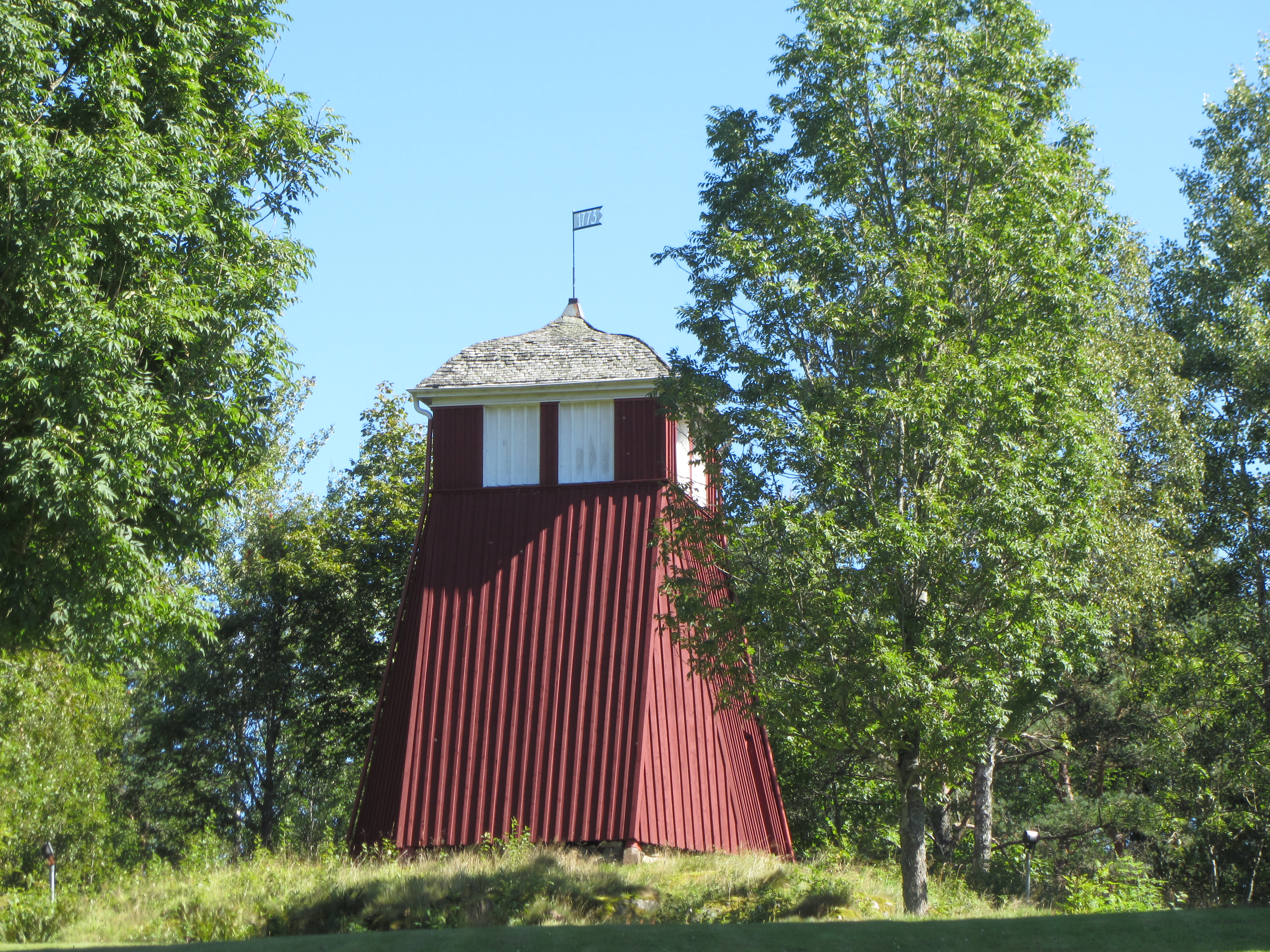
Klockstapeln
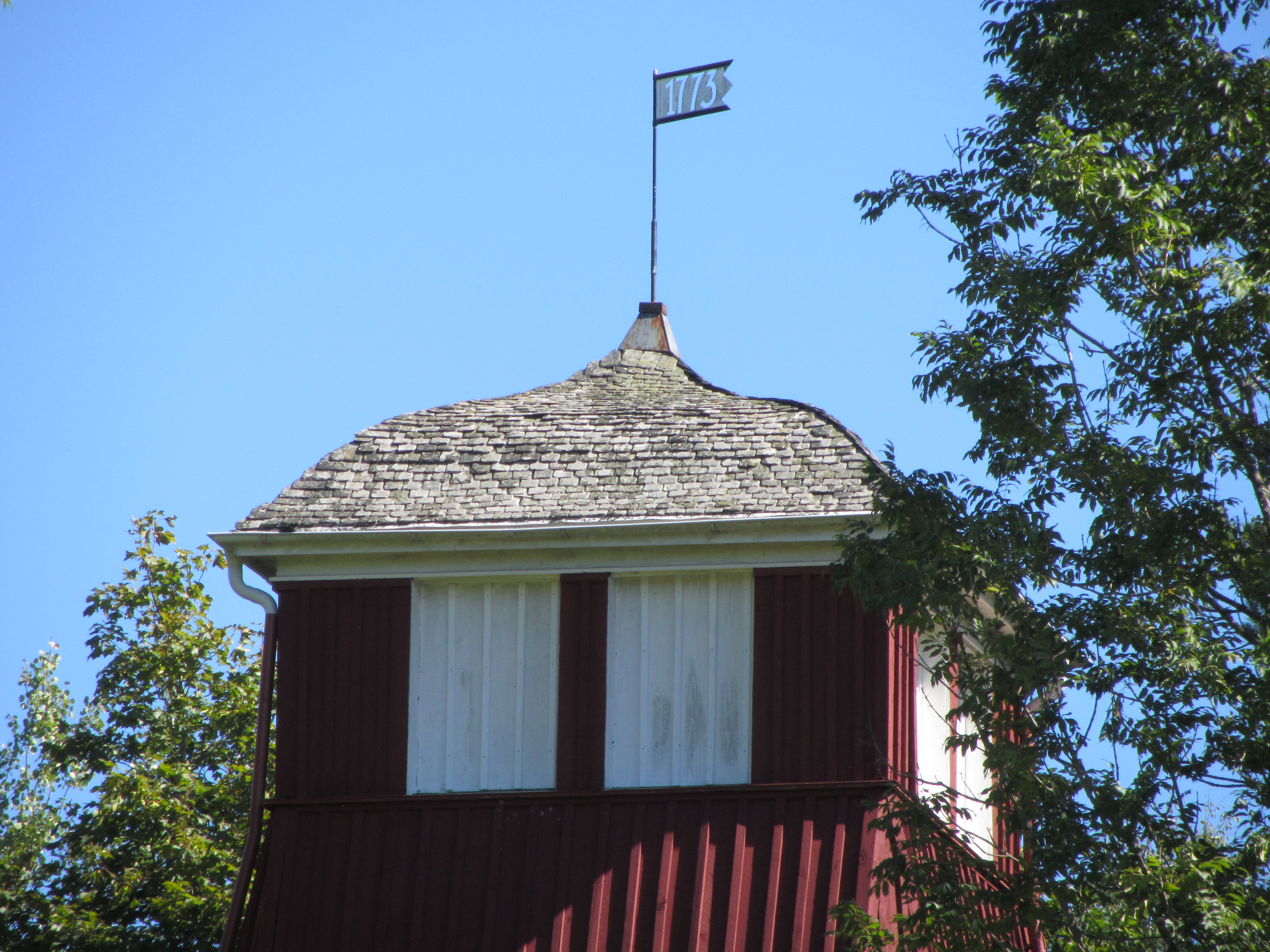
Klockstapelns övre del med vindflöjel
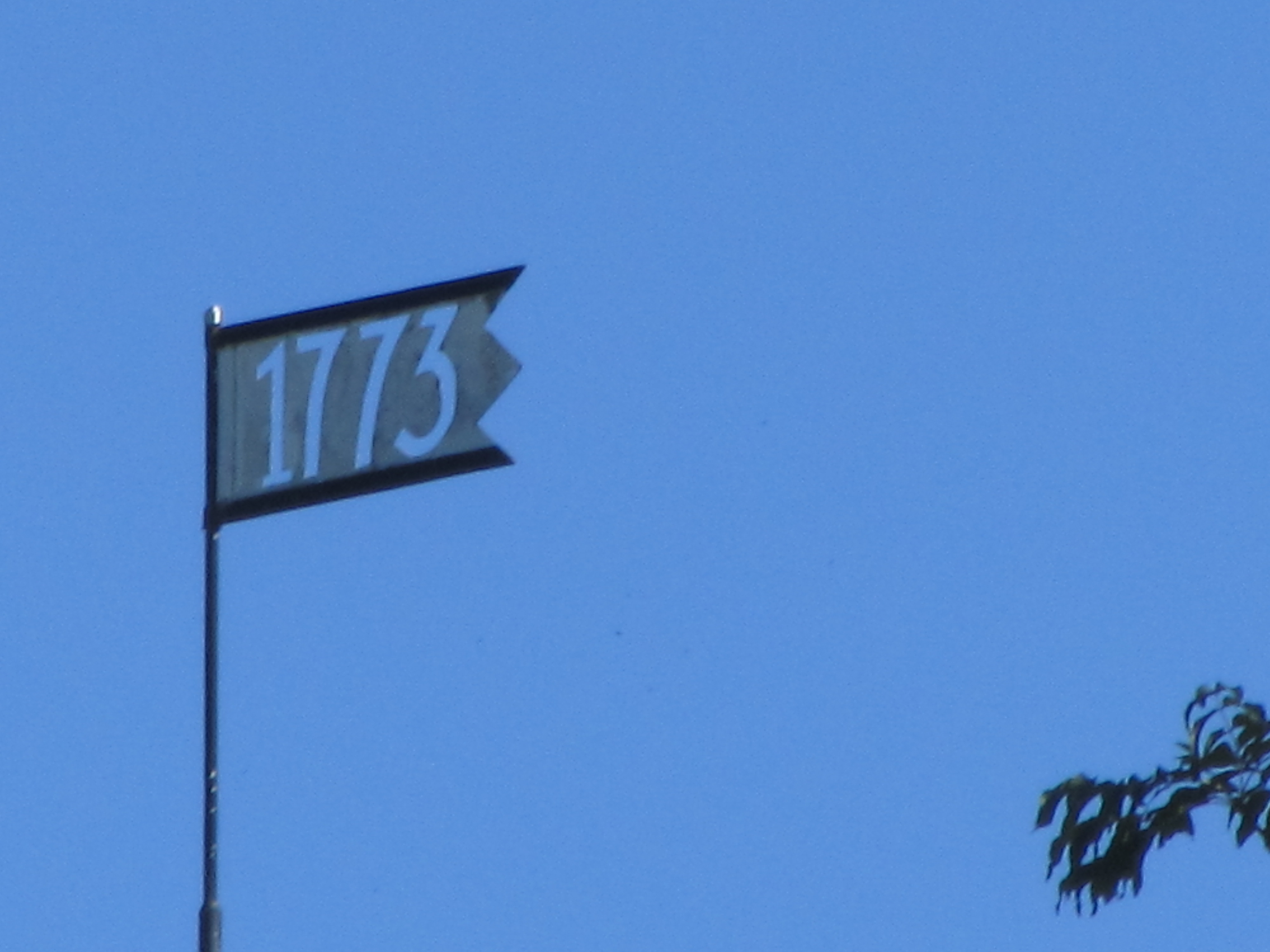
Klockstapelns vindflöjel med årtalet 1773
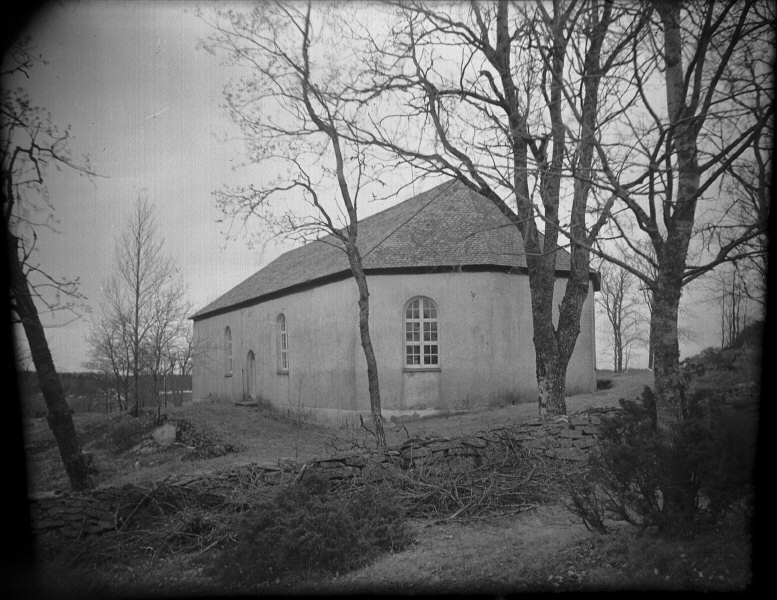
Innan tornet och sakristian tillkom